# Eduardo Mateo
Ángel Eduardo Mateo López (Montevideo, 19 de septiembre de 1940-Ib., 16 de mayo de 1990), más conocido como Eduardo Mateo, fue un músico, compositor y poeta uruguayo, figura clave en la historia de la música popular de su país. Nacido en Montevideo, combinó candombe, beat, jazz, bossa nova y rock para desarrollar un estilo único que influenció a generaciones de artistas. En los años 60 integró El Kinto, grupo pionero del candombe beat, y trabajó junto a músicos como Ruben Rada y Diane Denoir.
Aunque su carrera tuvo altibajos y sufrió el desprecio de la industria por su carácter reservado y su apariencia desalineada, Mateo siguió creando música innovadora. Su disco más influyente, Mateo solo bien se lame (1972), es considerado una obra maestra de la música uruguaya. A pesar de las dificultades económicas y de salud, Mateo dejó un legado artístico enorme, con una discografía que abarca desde composiciones originales hasta grabaciones caseras.
Fue redescubierto y revalorizado tras su muerte, y hoy es considerado un símbolo de la creatividad musical uruguaya. Músicos de distintas generaciones lo han homenajeado, y su influencia sigue vigente tanto dentro como fuera de Uruguay.

## Biografía

### Infancia
Eduardo Mateo nació en el hospital Pereira Rossell de Montevideo, el 19 de septiembre de 1940, y fue el primero de los tres hijos del matrimonio de Ángel Manuel Mateo Alonzo y Silvia López. Su segundo nombre, por el que sería conocido toda su vida, fue un homenaje de Silvia al músico Eduardo Fabini, a quien admiraba y del cual en una época había sido empleada. El gusto por la música definía a la familia: su padre era carnavalero y su madre una apasionada del canto. Por otra parte, su tío «Tito» —Jorge Giménez, esposo de una hermana de Silvia— tenía un grupo de música brasileña y tocaba pandero, además de ser un gran percusionista de candombe. La presencia de «Tito» en la casa de los Mateo-López era constante. De este modo, Eduardo creció en un ambiente musical dominado por el candombe y el samba, y aprendió algunas técnicas de percusión con su tío.
Eduardo concurrió a la escuela n.º 98 «Juan Zorrilla de San Martín». Euardo recordo de mala manera aquella etapa:

Mauricio almada:¿Te gustaba la escuela cuando eras chico?
Mateo:No, no.
Mauricio almada:¿Te portabas mal?
Mateo:Si.
Mauricio almada:¿Que cosas hacías por ejemplo? 
Mateo:¡Que se yo lo que hacia! Jugaba a las figuritas, me distraia, copiaba, no hacia los deberes, era horrible en conducta. Y por ende en todo,¿No?
De Alencar Pinto, Guilherme (1995). «Un hijo como don Eduardo». Razones locas. El paso de Eduardo Mateo por la música uruguaya. p. 22-23.

Prefería, en cambio, salir a tocar candombe en la calle, junto con su padre y su hermano Carlos. Al respecto, Carlos recuerda:

El viejo tenía la noción de los tres tamboriles. A Mateo, cuando era muy chico, le regalaron un tamboril. Cuando el viejo iba al tablado o iban a los desfiles de carnaval, él llevaba el tamborcito de él y tocaba. Después el viejo ya compró los tres tamboriles grandes, y ahí tendríamos unos ocho o diez años, y en todas las fiestas salíamos a tocar, ¿no? El que sabía tocar más era mi hermano y se revolvía ahí con los amigos y con el viejo, y yo siempre acompañaba. Como yo era petiso, agarraba el tamboril chico. Y el viejo tocaba el grande, y él el repique, que era el que dominaba.
De Alencar Pinto, Guilherme (1995). «Un hijo como don Eduardo». Razones locas. El paso de Eduardo Mateo por la música uruguaya. p. 15.

Más tarde, los hermanos se unieron a una murga de niños, cuyo repertorio consistía en tres o cuatro canciones de música popular con letras escritas por Ángel Mateo, por el integrante de más edad —también llamado Carlos—, y por el propio Eduardo, que además guiaba al grupo y cantaba. A la edad de catorce años, Eduardo pasó a integrar una agrupación de murga adulta acompañando a su padre. Por esa época comenzó a interesarse más seriamente por la música brasileña —particularmente por Waldir Azevedo— y compró un cavaquinho, con el que aprendió a tocar la canción «Cuando llora la milonga», de Luis Mario y Juan de Dios Filiberto.
Los dos hermanos fueron al liceo Joaquín Suárez; pero Eduardo abandonaría la enseñanza secundaria en el segundo año y, Carlos, en el cuarto. Eduardo, más tarde, se autodefiniría como «el peor de la clase». Al abandonar sus estudios, trabajó un tiempo como relojero y luego como apicultor. 

### O Bando de Orfeo
Durante 1957, junto con Juan Manuel Acosta y Robert Paolillo —dos amigos del barrio— e influido por el entonces exitoso grupo brasileño «Os Demônios da Garoa», Mateo formó su primer grupo, con el que tocó un tiempo en un bar. Instrumentalmente, la agrupación se componía de un surdo, un agogô y un pandero. Mateo tocó el pandero y eventualmente un cavaquinho. En esa época, paralelamente, concurría a la casa de un vecino, Arnoldo Chuster, que tocaba algo de guitarra y le enseñó algunos acordes.
En 1958 formó la agrupación «O Bando de Orfeo». Esta fue integrada por Arnoldo Chuster (guitarra acústica), «Chiquito» Facal (pandero, tambor y voces), Hugo "Cheche" Santos (Tam-tam, surdo y voces), Víctor Villarreal (afuché y maracas) y Eduardo Mateo (cavaquinho). Mateo además arreglaba las voces y lideraba el grupo. Ensayaban lunes, miércoles y viernes, y su repertorio consistía básicamente en canciones de «Os Demônios da Garoa». Durante dos años tocaron en la calle, en cumpleaños y en fiestas, y eran con frecuencia invitados para «tablados» en Carnaval. Por aquella época tocaron «Os Demônios da Garoa» en Montevideo e invitaron a «O Bando de Orfeo» para que tocasen con ellos. Luego del recital —en el que llegaron a tocar las dos agrupaciones juntas— les dejaron varios de sus instrumentos de regalo.
En 1960, durante el apogeo de «O Bando de Orfeo», Mateo se ennovió con Nancy Charquero, una vecina dos años menor que él. Para esa época el grupo había evolucionado y cambiado en parte su sonoridad y repertorio hacia una música brasileña de mayor actualidad y hacia el bolero. Eduardo tocaba la guitarra acústica, mientras que Arnoldo Chuster la eléctrica y el bajo. Fueron invitados a realizar un recital en la radio CX 14 El Espectador, grabándose parte de este en un disco de un solo ejemplar como forma de difusión. De esta manera, «O Bando de Orfeo» trascendió el ámbito barrial y consiguió presentarse en San José, Canelones, Florida, Rivera y Cerro Largo; grabaron un single comercial y, en 1961, luego de un recital en el Columbia Palace Hotel, el grupo empezó a ser redituable económicamente.
El grupo tocaría de una manera bastante estable durante un tiempo y no se conoce con exactitud el año de disolución —si bien hay acuerdo en que fue entre 1962 y 1964—. Arnoldo partió a Argentina y tocó un tiempo con El Club del Clan; Mateo, por su parte, ya estaba componiendo y se encontraba interesado en otros estilos —como la bossa nova— que trascendían la intención y posibilidades de «O Bando de Orfeo».

### La influencia de labossa nova
Durante 1960 Eduardo Mateo había comenzado a perfeccionarse como guitarrista en visitas asiduas a su amigo Germán Reyna, músico experimentado que, por otra parte, había vivido de cerca el proceso musical brasileño durante su estadía en São Paulo. Mateo se había convertido en un seguidor de la bossa nova y, muy especialmente, de João Gilberto. El problema al que se vio enfrentado como músico fue que dicho género se basaba en la guitarra, instrumento que hasta entonces tocaba muy rudimentariamente y, los instrumentos que él manejaba mejor —como el cavaquiño y el pandero— habían caído casi en desuso. Al momento de disolverse «O Bando de Orfeo» practicaba guitarra con regularidad.
A principios del año 1964 surgió una propuesta inesperada. Mateo fue invitado a desempeñarse como guitarrista de un show bailable a desarrollarse en el sur de Brasil. Gonzalo Cortese, radicado en Curitiba, había reunido un grupo de músicos de Porto Alegre y Montevideo. Entrevistado veinte años más tarde por Carlos Da Silveira, Mateo relataba así dicha «aventura»:

Estuvimos cinco meses de gira y recorrimos ciento cincuenta ciudades entre Porto Alegre y São Paulo. Íbamos en un ómnibus y estábamos un día en cada ciudad. Ahí aprendí un poco más... Además el brasilero es un tipo increíble y te enseña, se siente muy orgulloso de que te guste su música... ¡Y cómo tocan la guitarra!
De Alencar Pinto, Guilherme. «Bossa nova». op. cit. p. 26.

El resultado de este proceso no solo fue bueno para Mateo en términos musicales sino económicos: envió dinero a Nancy y volvió con su primera guitarra eléctrica. Pero en el aspecto musical el período de aprendizaje vivido en Brasil fue fundamental. Guilherme de Alencar Pinto, músico y musicólogo brasileño afirma que, a su regreso, Eduardo Mateo «era algo más que un excelente imitador de la “batida” de João Gilberto» y, más aún, opina lo siguiente:

Fue, a mi criterio, el mejor guitarrista de bossa nova después del mismísimo João.
De Alencar Pinto, Guilherme. «Bossa nova». op. cit. p. 26.

En ese período, Eduardo Mateo comenzó a ser más conocido en el ambiente musical: tocó con —y aprendió de— Ilzo Prestes, guitarrista brasileño de samba y bossa nova, acompañó a Maysa Matarazzo en vivo y comenzó a frecuentar el «Hot Club» de Jazz de Montevideo, donde tocó con —entre otros— Hugo Fattoruso, Rubén Rada, Manolo Guardia y Federico García Vigil.

### Los Malditos
Paralelamente, comenzaba a gestarse en Uruguay la génesis de su rock vernáculo. Hacia la mitad de la década de 1960 los grupos fueron cambiando de género en la medida que el público también lo hacía. De esta manera podía una «orquesta de covers» soportar el paso del tiempo. Los grupos que antes se dedicaban a la bossa nova, al charlestón y al tango, pasaron, por ejemplo, a tocar boleros, material del Club del Clan, twists, calipsos y versiones de «La bamba». Tampoco «O Bando de Orfeo» fue ajeno a este fenómeno, cambiando progresivamente su estilo y los géneros que abarcaba, hasta su disolución por causas ajenas a cualquier tipo de anacronismo. Cuando Arnoldo Chuster regresó a Montevideo, se incorporó a los Martin Brothers, otra banda de covers del «nuevo tipo» y, al poco tiempo, lo dejó para unirse a un grupo junto a Rubén Rada y Gervasio Spano.
Por su parte, Miguel "Caramelo" Mattos, también salido de los Martin Brothers, formó los Five Fingers, integrado por Walter Cambón (guitarra), Roberto Schettini (piano), Eduardo Da Luz (voces), un baterista apodado Migliaccio y Miguel "Caramelo" Mattos (contrabajo). Su repertorio consistía en rock and roll y twist.
Durante 1964, el fenómeno de The Beatles llegó al país y, desde ese momento, dominó toda la escena musical. Al poco tiempo de su regreso de Brasil, Eduardo Mateo fue convocado por Miguel "Caramelo" Mattos para integrar Los Malditos. La banda mantenía de los Five Fingers a Cambón y Mattos —este último tocando ahora el bajo eléctrico— y, entre los nuevos integrantes, se encontraban Eduardo Mateo como segunda guitarra, Carlos Castro en batería y Ernesto Soca en piano eléctrico. La canción inicial del grupo fue I Should Have Known Better de Lennon/McCartney, seguida por otras también de The Beatles, que constituían, según Mattos, «el 90%» de su repertorio.
Este fenómeno —intensificado por el éxito de Los Shakers en Argentina— provocó que las bandas de ese estilo tuvieran una retribución comercial casi asegurada. Los Malditos tocaban todas las semanas en diversos lugares del país y eran invitados por radios y canales de televisión. Mattos comentó por ejemplo que, en una sola actuación, podía ganar —contando solamente su parte, no el pago a la banda entera— casi cuatro veces lo que su padre en un mes de trabajo.
Eduardo Mateo, si bien no tenía razones para quejarse tocando con Los Malditos, seguía inclinado completamente hacia la bossa nova; de hecho, The Beatles no lo convencieron hasta la publicación de Revolver, en 1966. Mateo tenía a su cargo la parte armónica de la banda y profundizaba en los arreglos. Según Mattos, la presencia de Mateo era lo que los hacía «sonar diferente».
En 1965, luego de una serie de recitales junto a Los Gatos (agrupación de Gastón «Dino» Ciarlo), denominada La cueva del gato maldito, tocaron un tiempo en Buenos Aires e interesaron a CBS —que intentaba competir con EMI, la cual tenía un éxito enorme con Los Shakers—. Todo quedó preparado para que grabasen su primer sencillo —un cover de The Beatles— pero, el día agendado para la grabación, los integrantes llegaron tarde, la sesión se canceló y volvieron sin el contrato —a punto de ser firmado— a Uruguay. Tras este incidente, decidieron cambiar de nombre por The Knights y lograron grabar con Sondor, esta vez canciones propias aunque todavía en inglés. Eduardo Mateo, que escribía sus canciones en castellano, no asistió a la grabación. El disco fue comercialmente un fracaso y el grupo, luego de algunos años excelentes como «banda de covers», sufrió un fuerte golpe. El suceso no preocupó demasiado a Mateo, que ya se encontraba muy poco interesado con el trabajo del grupo.

### La época de losConciertos Beat
El término beat, surgido básicamente de los nacientes fenómenos literarios y musicales anglófonos de la década del 60 —denominados «generación beat» y «música beat» respectivamente— y que se expandió asimismo a otras ramas del arte, se introdujo en Uruguay —particularmente con The Beatles— durante la segunda mitad de la década, y su mención fue extendida sobre todo en el ámbito musical. El rock de entonces era llamado «música beat» por la prensa especializada. Entre los jóvenes, el término supuso también una cuestión identitaria y generacional. La música de The Beatles o, genéricamente, «beat», era el género más consumido en Montevideo, según demostraba una investigación llevada a cabo por el diario Época. A pesar de ello, casi ningún intelectual veía en el fenómeno algo importante o positivo, sino más bien una cuestión pasajera. Esta opinión era común —en líneas generales— tanto en la izquierda política como en la derecha aunque, evidentemente, por motivos diferentes. Mientras la primera expresaba opiniones que definían al fenómeno como «agente del imperialismo», llevado a cabo por «niños burgueses» o alienados que buscaban pasar el tiempo realizando actividades «inútiles»; la segunda veía, por su parte, a jóvenes libertinos y hasta rebeldes, «inadaptados» y «peludos», alejados de los valores tradicionales. Las expresiones del género fueron con frecuencia tomadas en broma por la prensa y mencionadas con superficialidad sarcástica —en contraste con la seriedad con que eran tomados el tango, el folclore y la denominada música clásica— hasta, por lo menos, la aparición de Revolver, que significó un golpe repentino para muchos de los detractores del fenómeno. No sin ciertas dificultades, la publicación de este disco le permitió al beat ganar cierto espacio cultural.
En esta época surgieron los Conciertos Beat, llevando a que algunos críticos tomasen por primera vez contacto con algunas bandas cuya trayectoria era ya considerable. La idea provino del círculo juvenil de teatro con Ernesto Bernardo Bergeret e incluyó, en su gestación, a Enrique Kiesevich, Andrés Neumann y Diane Denoir. La intención inicial era generar una conmoción suficiente como para sacar del pedestal a «lo erudito» y ascender socialmente el beat a la categoría de arte, para lo cual realizaron una mezcla de diferentes géneros musicales y disciplinas artísticas entre las que —junto con la música— destacaba el teatro y el aspecto histriónico. El ciclo se caracterizó por la irreverencia desde el momento mismo de elegir los lugares de actuación: los «impolutos» Teatro Solís y Teatro Odeon; la viñeta de apertura, solía ser la siguiente:

Bergeret entraba al escenario (que, sin telón de fondo, dejaba expuesta toda la utilería del teatro) con un estuche de guitarra. Se paraba, extraía del estuche un cráneo, y con el brazo extendido y el cráneo apoyado sobre la palma, proclamaba en tono solemne: «To beat or not to beat. That is the question».
De Alencar Pinto, Guilherme. «Los Conciertos Beat». op. cit. p. 48.

El acto siguiente podría bien consistir en el nacimiento de un violín desde un violonchelo, en una repentina atenuación de las luces seguida por la aparición de un ataúd y de una mano con un violín dispuesta a tocar Bach, y en otros números de ese tono que se iban intercalando con la parte puramente musical.
Diane Denoir, cantante de 19 años hasta entonces desconocida que, desde el inicio de los «conciertos beat», se ganó el título nobiliario de «lady beat», se encontró casualmente con Eduardo Mateo en el momento en que buscaba un guitarrista que la acompañase. Mateo aceptó la propuesta y, finalmente, la banda que acompañaría a Denoir en los «conciertos beat» se conformó con Eduardo Mateo como guitarrista, Antonio Lagarde en el bajo y Roberto Galletti en batería. Tocaban, sobre todo, versiones de bossa nova y canciones francesas, resultando característico el juego lingüístico de Denoir en ellas (podía cantar, por ejemplo, «Garota de Ipanema» en inglés, «Corcovado» en francés y «Berimbau» en su idioma original). En estos recitales se tocaron además, por primera vez, canciones de Eduardo Mateo: Y hoy te vi, Esa tristeza y Mejor me voy —dedicadas a Denoir—, así como una versión en francés de Estoy sin ti («Je suis sans toi»), pasaron a formar parte del repertorio.
El éxito de los Conciertos Beat crecía a medida que se iban sumando artistas. Pasaron por dichos conciertos The Knights —con Luis Sosa sustituyendo a Carlos Castro en batería—, The Knack's —grupo de covers de The Beatles integrado por Pippo Spera, Urbano Moraes Quico Ciccone y Gonzalo Vigil—, Rubén Rada y Gastón Ciarlo, este último invitado por Mateo. No habiendo terminado aún el año 1966, la repercusión periodística de los espectáculos fue importante: la prensa musical especializada comenzaba a interesarse por las agrupaciones participantes y estas a ser convocadas por programas de radio y televisión.
Ante la cada vez más tensa situación sociopolítica en Uruguay, los integrantes de los Conciertos Beat organizaron, el 13 de mayo de 1967, una actuación denominada Protesta Beat y, en junio, un pequeño ciclo llamado 1.er. Festival de la Canción Beat y de Protesta. Los espectáculos no fueron bien considerados por la crítica. El diario El Día —de tendencia conservadora— le dedicaba un artículo bajo el título «Un bochornoso espectáculo»; desde la izquierda, Manuel Luis Alvarado expresaba, con su opinión, la de varios protagonistas de esa turbulenta época:

Hay que señalar, y en cierto modo objetar, la unilateralidad de las canciones de protesta, casi sin excepción dedicadas a la guerra y Vietnam. Me parece formidable esa línea pacifista que todo ser humano sensato debe compartir, pero muchas veces ello tiene un inevitable tufillo de importación directa, a esa cualidad tan uruguaya de vivir con la mirada puesta en Europa y ajenos a la verdadera realidad nacional.
De Alencar Pinto, Guilherme. «Los Conciertos Beat». op. cit. p. 53.

Hacia fines de 1967 Lagarde y Galletti se fueron del trío que acompañaba a Denoir. Primero Lagarde fue sustituido por Eduardo Useta y tocaron un tiempo con la formación Mateo-Useta-Galletti. Poco tiempo después Galletti abandonó la formación, siendo sustituido por Oscar Burgueño. El trío resultante fue denominado San Vitrio, y llegó a grabar un repertorio que incluía sambas, boleros y una versión de The fool on the hill. Este grupo tocó paralelamente a El Kinto hasta agosto de 1968, mes en que Useta y Rubén Rada viajaron a Perú para integrar el grupo de Mike Dogliotti.
Un tiempo antes, durante el verano de 1968, se realizó un nuevo ciclo de Conciertos Beat en Punta del Este. En este período Astor Piazzolla concurrió a uno de los conciertos. El espectáculo gustó mucho a Piazzolla, que luego se quedó charlando con Mateo y Denoir hasta las cinco o seis de la mañana y, en el transcurso de la noche, les pidió incluso que tocaran.

### El Kinto
Los Malditos habían actuado asiduamente, antes de probar suerte en Argentina, en el mítico local uruguayo de la época Orfeo Negro. Desde fines de 1966, tras retornar a Uruguay ya con el nombre sustituido por The Knights —luego de la oportunidad desperdiciada en Argentina y de la grabación en Sondor— continuaron tocando en dicho local. Paralelamente, participaron en los «Conciertos Beat» con la siguiente formación: Walter Cambón y Eduardo Mateo en guitarras, Ernesto Soca en piano, Luis Sosa —sustituyendo a Carlos Castro— en batería y Miguel Mattos en bajo. En Orfeo Negro, usualmente se integraba Rubén Rada como invitado especial. En 1967 se retiró Ernesto Soca y, en su lugar, quedó formalmente Rada, lo que implicaba no solamente un cambio de músico, sino de instrumento —y posteriormente de estilo—, pues con este cambio el piano dejaba lugar a las tumbadoras. Poco tiempo después de este cambio se produjo la salida de Miguel Mattos y, en su lugar, ingresó Antonio «Lobo» Lagarde como bajista, quien ya se entendía musicalmente con Mateo tras la experiencia como trío con Galletti en los «Conciertos Beat». Con esta formación tocarían un tiempo en el grupo «de Orfeo Negro». En ocasión del 1.er. Festival de Canción Beat y de Protesta (junio de 1967) adoptaron el nombre de El Kinto Conjunto (en alusión al quinteto y al instrumento percutivo de nombre «quinto» que integraba la sección de percusión). Posteriormente pasarían a ser conocidos sencillamente como «El Kinto».
Al tiempo, Lagarde se fue a Europa y, en su lugar, ingresó Urbano Moraes. Continuaron tocando en Orfeo Negro, básicamente canciones de The Beatles, Charles Aznavour, Gilbert Bécaud, João Gilberto y algunas composiciones propias. Urbano Moraes enfatiza en la capacidad creativa y prolificidad de Mateo y Rada, así como en el importante papel que desempeñaban en el grupo. Por su parte, Nancy Charquero recuerda la época de El Kinto como la etapa más prolífica de Mateo.
Si bien la composición de la mayoría de las canciones correspondía al dúo Mateo-Rada, todos los integrantes de El Kinto compusieron. Además, era frecuente que se compusiera colectivamente a partir de ideas individuales y no siempre de obras acabadas. Estas ideas podían transformarse en canciones en las más diversas ocasiones: en los viajes del grupo en taxi de regreso a las casas de sus integrantes, en los descansos de media hora entre actuación y actuación en Orfeo Negro —momentos en que bajaban al sótano para redondear ideas—, etc. A nivel de arreglos musicales, también cada músico, además de encargarse específicamente de su instrumento, proponía ideas o cambios a los demás integrantes. Mateo, empero, tenía generalmente a su cargo los arreglos armónicos, particularmente los de las voces. La libertad era total excepto en los aspectos de, disciplina y rigurosidad, también vigilados por Mateo, a quien Urbano recuerda como de una personalidad dominante, exigente de un compromiso y entrega total a sus compañeros y respetado de manera natural, pues su dedicación para con el grupo y su inventiva musical —reconocida y admirada por los demás integrantes— resultaba contagiosa. Por otra parte, si en un punto alguien no resultaba «contagiado», el enojo de Mateo podía bastar para que reaccionara, en virtud de ese mismo respeto ganado por su profesionalismo —que más tarde en su carrera solista por momentos desaparecería completamente— y sus aptitudes musicales. Su autoridad en el grupo se basaba en su forma de proceder y no en algún tipo de pretensión de liderazgo. Luis Sosa recuerda:

Eduardo tenía las ideas muy claras. Él sabía exactamente cómo lo quería, qué es lo que quería. Y no te daba lugar a que hicieras las cosas mal. Él te decía. Sí te dejaba como músico, no te cortaba la creatividad, pero si eso que vos creabas no entraba dentro de ese marco del tema en especial, te lo decía, y si las cosas no salían bien, te gritaba.
De Alencar Pinto, Guilherme. «El Kinto». op. cit. p. 66.

Urbano comenta que fue Mateo quien lo estimuló a componer, y esta actitud por parte de Mateo hacia sus compañeros todavía no compositores fue constante. Por otra parte, cuando el estímulo no era explícito, Mateo solía generarlo musicalmente, induciendo a la banda hacia un clima propicio para el desarrollo de la creatividad de sus compañeros. Jaime Roos haría énfasis sobre este punto al momento de comentar su impresión ante la publicación de Mateo y Trasante; al respecto diría que entonces: «Mateo logró, como siempre con todos los músicos que tocaron con él, elevar el nivel de cada músico». Este estímulo a la creatividad ajena, probablemente, influyó en el hecho de que varias canciones emblemáticas de El Kinto fuesen compuestas por los integrantes que por esa época daban sus primeros pasos como autores: Urbano Moraes escribiría, por ejemplo, Yo volveré por ti y Musicasión III; Walter Cambón, Suena blanca espuma, canción que posteriormente abriría el disco Musicasión 4 ½ (registro del ciclo de recitales Musicasiones); y, Chichito Cabral, que ingresaría al grupo un poco más tarde, Don Pascual, que abriría los dos álbumes restantes registrados por El Kinto: Circa 1968 y el sencillo homónimo con Ni me puedes ver de Mateo como «lado B».
En 1967 Eduardo Mateo conoció a Horacio Buscaglia —con quien entablaría una amistad de por vida— y a su compañera, la cantante Verónica Indart. Durante fines de la década del 60 comenzaron a trabajar juntos y Mateo se mudó a su casa ubicada en el barrio montevideano Malvín. Componían de manera constante, enfocándose Mateo generalmente en el aspecto musical y Horacio en las letras. Como producto de esta modalidad de trabajó nacerían, entre otras, Margaritas rojas y la mítica Príncipe azul. En 1969 se prepararon para grabar un disco, que titularían Horama, pero el proyecto no fue finalizado. De este quedaron tres canciones: Hombre, Mumi y Margaritas rojas; las dos primeras serían grabadas por Verónica Indart en formato sencillo, mientras que la última se incluiría en Musicasión 4 ½.
Durante ese período Mateo se incorporó a un nuevo proyecto. Fue designado director musical de un sencillo de Roberta Lee y, con ayuda de Federico García Vigil, realizó para dicho trabajo un arreglo orquestal. Más tarde, fue llamado para participar como instrumentista de la obra de teatro Libertad, libertad, estrenada en el Teatro El Galpón el 13 de junio de 1968 bajo la dirección de César Campodónico. Participaba en la primera pieza de la obra, acompañado de García Vigil como contrabajista y de Luis Sosa en batería. El 14 de febrero de 1969 se estrenó la obra teatral El canto del fantoche en el Teatro Odeon; para dicha ocasión compuso junto a Federico la música de la obra. También en 1969, participó como guitarrista junto a Vigil en la obra Fuente ovejuna, representada en el Teatro El Galpón; y paralelamente, constituyó junto a él un dúo que tocó en el ciclo Musicasiones. Mientras tanto, continuó presentándose en vivo con El Kinto.
En agosto de 1968, Rubén Rada abandonó El Kinto y se fue a Perú. En su lugar ingresó, primero, Juan Albano, un percusionista conocido de Cambón, pero el cambio no funcionó, por lo que recurrieron a Mario «Chichito» Cabral, percusionista amigo de Urbano. Por un lado, esta sustitución produjo que El Kinto se acercara más a los «ritmos latinos» —especialmente afrocubanos, dominados por «Chichito»— y se alejara un poco del «Candombe-beat» característico de los tiempos anteriores; por otra parte, se deshacía el «dúo de voces» de Rada y Mateo y se perdía un cantante emblemático. Ante esta situación, Urbano asumió un rol protagónico en la parte vocal junto a Mateo.
Mateo y Cabral fueron, sin proponérselo, desarrollando un estilo de percusión novedoso que constituiría un aporte importante a la música popular uruguaya: el «toco», conjunto de alternativas rítmicas caracterizadas por un golpe grave y pesado en la «caída a tierra». A diferencia de lo usual en los compases cuaternarios del rock, por ejemplo, en los compases de 4/4 de la variante «toco» no se acentuaba el golpe en los tiempos segundo y cuartoⓘ (es decir, no se hacía de manera sincopada). Posteriormente, Mateo utilizaría con frecuencia el «toco», siendo el ritmo de De nosotros dos (Mateo solo bien se lame) uno de los ejemplos más sencillos y paradigmáticos.
A mediados de 1968, El Kinto logró finalmente pasar de ser una «banda de Orfeo Negro» —aunque ya con bastante repercusión— a integrar la lista de bandas del circuito beat. A pesar del mayor reconocimiento, todavía eran de cierta manera marginales puesto que, en el ambiente beat, continuaba predominando la copia de estilos ingleses por parte de bandas con letras en inglés y sin mayores pretensiones creativas. La variedad estilística de El Kinto —influida por el candombe, diferentes ritmos latinoamericanos, samba, bossa nova, rock, etc.— y la creación en castellano no resultaba común ni lo más popular en la corriente beat de entonces. A fines de 1968 El Kinto, sin ser un fenómeno de masas, tenía cierto prestigio y un público estable.
El salto en la carrera del grupo se dio con el ciclo de recitales denominado «Musicasiones» en 1969. Estas seguían un esquema similar al de los «Conciertos Beat»: artistas y géneros musicales diversos —y hasta «antagónicos»— alternados con lectura de poesía y sketches, en un estilo totalmente irreverente. La diferencia con los primeros, según De Alencar Pinto, consistía en las circunstancias sociales y la asimilación del beat: el rock se asociaba ya más a la idea de contracultura que a una cuestión de esnobismo. Se realizaron en total cuatro series de presentaciones, todas en el Teatro El Galpón:
- Musicasión I: 21 de julio
- Musicasión II: 26 y 30 de julio
- Musicasión III: 1, 2, 3 y 4 de octubre
- Musicasión IV: 5, 6, 7, 8, 18, 19 y 22 de noviembre

Participaron de las «Musicasiones» Horacio Buscaglia (una de las principales figuras del ciclo), Verónica Indart, «Pepe» Vázquez, Robert Paolillo —quien había integrado el primer grupo de Mateo y ahora tenía a su cargo la presentación de la primera Musicasión—, «Cheché» Santos —exintegrante de O Bando do Orfeo—, Rubén Rada, Manolo Guardia, Reinaldo, Caio y Federico García Vigil, entre otros. El Kinto, en las primeras dos series, se presentó con Alfredo Vita como bajista, pues Urbano no estaba en Uruguay. Este se reintegró en la tercera y alternaron el puesto por un tiempo, hasta que Vita tuvo una discusión con Mateo y abandonó definitivamente el grupo.
De la época con El Kinto quedarían algunas canciones emblemáticas de Eduardo Mateo; entre otras: Bien de bien (versión original de Mateo, luego alterada por Rada), Príncipe azul (letra de Horacio Buscaglia), José, Ni me puedes ver, Pippo (música de Pippo Spera) y Música de la película del mismo nombre. Carlos Píriz, técnico de sonido uruguayo, registró varias canciones de El Kinto, haciendo posible que en 1971 y 1972 se publicaran, respectivamente, Musicasión 4 ½ y Circa 1968, dos registros que salvarían el legado musical del conjunto.

### Carrera solista

#### Década de 1970

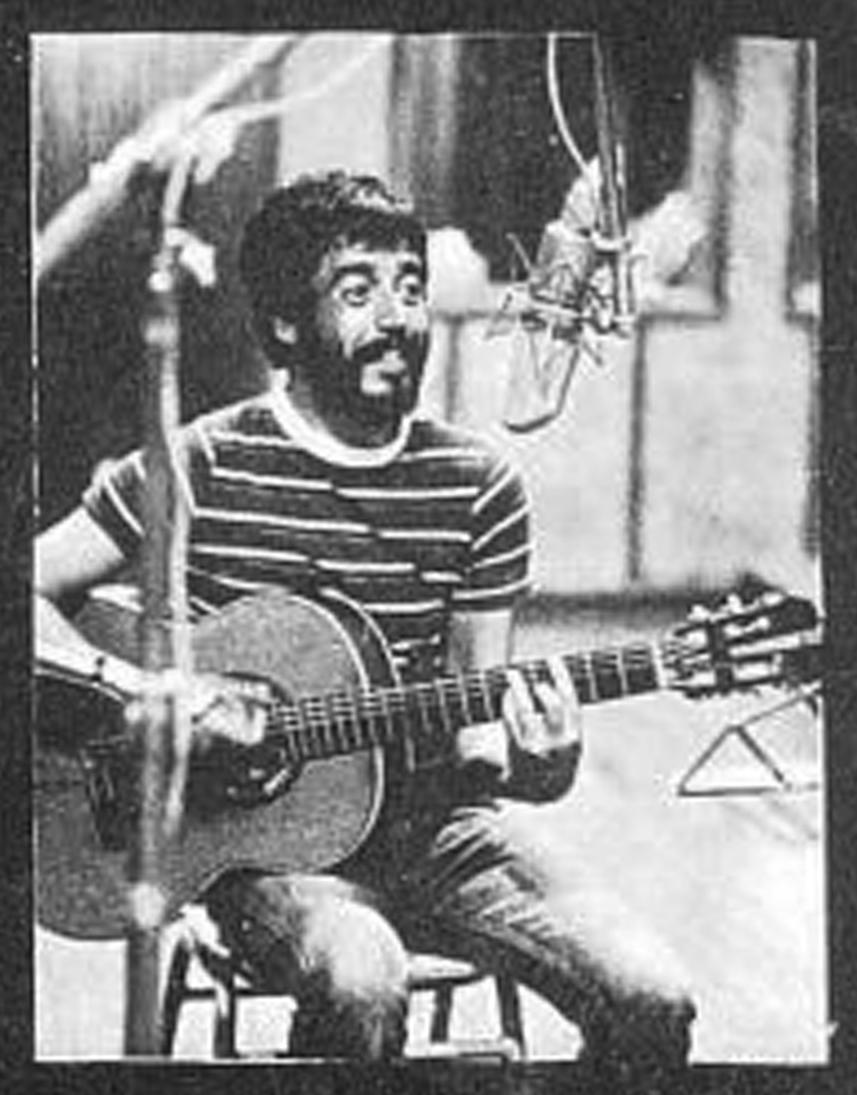
Eduardo Mateo en los Estudios ION de Buenos Aires, en 1971.

Desde fines de la década de 1960 se había extendido la opinión de que Eduardo Mateo estaba experimentando un cambio en su forma de actuar: poco quedaba del joven prolijo, profesional y simpático ya en el tiempo de las Musicasiones; en cambio, era frecuente encontrar a un Mateo taciturno, extravagante y, a menudo, malhumorado. Por otra parte, había aumentado su consumo de drogas a un nivel prácticamente diario (su primer contacto había sido con anfetaminas en 1964). Incorporó el consumo de marihuana y hachís a su vida cotidiana como tantos jóvenes durante esos años y se habituó a consumir anfetaminas —o cualquier clase de psicoestimulante accesible—. Usualmente, cuando no conseguía este tipo de sustancias recurría a antigripales o a jarabe para la tos. Su novia de entonces, Nancy Charquero, asocia ese cambio repentino, en algunos aspectos relacionado con la paranoia y la incoherencia —que con el tiempo se harían más agudos—, al abuso y falta de criterio en el consumo de drogas. Al respecto, Nancy señala que usualmente Mateo cambiaba el rumbo de las conversaciones hacia terrenos totalmente ajenos al tema, que por momentos le costaba entender lo que se le decía y que, durante una época, hasta creía escuchar voces.
Mateo sostenía la idea de que tocaba mejor luego del consumo y solía proponer a sus compañeros que ensayaran bajo los efectos de alguna sustancia psicoactiva. Según Cambón, como su propuesta tuvo poco eco —Urbano Moraes ni siquiera bebía—, de a poco se fue abriendo y buscando personas que compartieran esa concepción de «la sustancia» como fuente inspiradora.
Tras la disolución de El Kinto; Cambón, Sosa y Vita formaron una efímera banda denominada Primer Frente. Luego, sin Vita, formaron el grupo LimoNada. Mario «Chichito» Cabral se inició como solista. Por su parte, Mateo intentó formar con Urbano una nueva agrupación de nombre La Morsa, que duró un único ensayo. Ante el intento fallido, ambos emprendieron carreras como solistas.
El 6 de marzo de 1970, ante las reiteradas «infidelidades» de Mateo y con la creencia de que un período de separación les haría bien a ambos, Nancy se fue a Nueva York. Eduardo le prometió, antes de que partiera, que se apartaría de las amistades que molestaban a Nancy —especialmente de sus amigos consumidores y de las mujeres— y que, mientras ella estuviera en Nueva York, él se mudaría a Buenos Aires. La separación dejó una canción: Uh, qué macana. Eduardo Mateo viajó a Buenos Aires ese año junto a Reinaldo —que había tocado el piano en la versión de la canción De mi pueblo incluida en el álbum Musicasión 4 ½— y actuaron durante un tiempo en dicha ciudad: Mateo tocaba guitarra, Reinaldo tumbadoras y cantaban a dúo. Ernesto Bergeret, uno de los creadores de los Conciertos Beat, que en esa época vivía allí, coordinó la grabación de un álbum por parte del dúo. Sin embargo, ante el asombro de Bergeret y Mateo, Reinaldo, de un día para otro y sin aviso, abandonó tanto el proyecto como el dúo. Eduardo Mateo pasó el resto de 1970 y los primeros meses de 1971 en Buenos Aires, tocando en bares un repertorio que mezclaba estándares de bossa nova con canciones propias. Como resultado, se hizo medianamente conocido en el medio musical porteño.
El 23 de febrero de 1971 Nancy y Mateo se reencontraron en Montevideo y reanudaron la relación. Mateo se había vuelto musicalmente más intransigente: por fuera de cualquier consideración económica, comenzó a tocar muy poco y estrictamente lo que quería y el tiempo que quería; si no tenía ganas de tocar, faltaba sin problema alguno al lugar acordado. Su objetivo era que tanto él como su música fuesen absolutamente auténticos a costa de cualquier fracaso comercial o problemas en las relaciones personales derivados de su no disposición a aceptar compromisos o de su obsesión por expresar cualquier cosa que sintiera. Urbano recuerda:

Él me habló una vez de armar un trío con Galletti. ¡Gran cagada no haberlo armado, pfa! Y en parte creo que soy uno de los culpables de que no se haya armado. Simplemente porque era un momento que estaba muy bravo, ¿viste? [...] Hubo una época que el loco iba por la calle y la gente cruzaba. No querían ni verlo, ni cruzar palabra con él. Porque el loco te tiraba unas pálidas que te mataba, ¿no? Estaba en la onda de decir todo lo que veía y lo que sentía y si te veía por ejemplo que vos careteabas o mentías o trabajabas alguna ondita, el loco de tada cada sablazo que te mataba. Producto de todos los mojos, ¿no?, que te ponen así, bravo. Galletti había venido de España. También andaba bravo, de repente. Era medio difícil concretar ese trío. Mateo igual tuvo que estar pila de años solo, de ahí salió el primer longplay de él, ¿no?, Mateo solo bien se lame. Porque el loco no podía con nadie.
De Alencar Pinto, Guilherme. «Mateo solo bien se lame». op. cit. pp. 128-129.

Luego de muchos años casi sin contacto con su familia, Mateo volvió a vivir un tiempo con ellos. La segunda hija de su hermana Teresa contrajo hepatitis y Eduardo pasó varios días cuidándola; durante esos días le compuso Lalá. Luego volvió con Nancy, a la que le dedicó dos nuevas canciones de amor: Tras de ti y Niña. A la madre del percusionista Álvaro Salas le escribió La chola.
Eduardo Mateo había propuesto la grabación de un disco al sello De la Planta y, si bien uno de los dueños, Carlos Píriz, ya había dado su visto bueno, existían algunas dudas sobre el grado de compromiso y la actitud que adoptaría Mateo. Fue Diane Denoir quien apresuró los acontecimientos; en 1971 se encontraba grabando en Buenos Aires con el sello su primer álbum, que incluía ocho canciones de Mateo, y quiso que éste participara como acompañante y arreglador en tres de ellas. Sin más preámbulo, viajó a Montevideo a buscarlo y lo llevó al estudio. Habiendo concluido exitosamente la grabación del disco de Denoir, De la Planta decidió aprovechar la estadía de Mateo para, finalmente, grabar Mateo solo bien se lame. Pagaron el pasaje a Nancy para que lo acompañara —arribó a Buenos Aires el 23 de octubre— y estimaron un tiempo de grabación de una semana. La semana inicial se extendería a dos meses de improvisación, ausencias de Mateo y casi que un «juego del gato y el ratón» en el que se lo esperaba en la puerta del hotel para asegurar su ida al estudio de grabación; por otra parte, este proceso ni siquiera finalizaría formalmente, pues Mateo regresó a Uruguay sin previo aviso y el disco fue terminado por Píriz a partir de lo que había quedado registrado.
Mientras se llevaba a cabo el trabajo de edición del disco —que acabaría siendo publicado en diciembre de 1972—, la extensa relación de Mateo con Charquero, que en los últimos años se había vuelto bastante frágil, terminó de quebrantarse. Nancy atribuye el fin de la pareja a la «decadencia total» de Eduardo y a la dificultad para entablar con él una discusión sensata. Consternada aunque dispuesta a romper definitivamente y segura de que ya no podía continuar apoyándolo, Nancy volvió a Buenos Aires, esta vez —a diferencia de lo acostumbrado durante anteriores períodos de crisis— sin dejar pista alguna del lugar donde se alojaría. Mateo viajó a buscarla pero ya no pudo dar con ella.
Tras su publicación, Mateo solo bien se lame tuvo una trascendencia y éxito extraordinarios; se generalizó la idea de «Mateo divagante» pero acompañada, explícita o implícitamente, por la idea de «Mateo genio». Algunas de las críticas llegaron a envolver a Eduardo Mateo en un halo de misticismo romántico. En todo caso, Mateo solo bien se lame no solo fue un éxito en sí mismo, sino que sirvió de excusa a la prensa especializada para hablar —por fin— acerca de la importancia de Mateo en la música uruguaya. Por su parte, diversos artistas como Jaime Roos, Fernando Cabrera, Luis Trochón, Popo Romano, Jorge Bonaldi y Jorge Schellemberg —entre otros— han destacado la importancia que tuvo la publicación del disco para la música uruguaya y la influencia que dejó en ellos.
El 27 de junio de 1973, el entonces presidente uruguayo Juan María Bordaberry, con el apoyo de las Fuerzas Armadas, disolvió las Cámaras de Senadores y Representantes y creó un Consejo de Estado con funciones legislativas y de control administrativo; iniciándose formalmente de esta manera una feroz dictadura cívico-militar que duraría doce años. En todo este proceso —tanto durante la conmoción sociopolítica previa como luego de la disolución formal de las Cámaras— Eduardo Mateo mantuvo una actitud de resistencia pasiva e introspección, si bien en ocasiones sufriría personalmente algunos de los «excesos» del gobierno de facto. La fecha del Golpe de Estado se produjo en un momento en que el músico empezaba a interesarse profundamente por la filosofía hindú y la figura del Maharaji. En palabras de De Alencar Pinto, «su comportamiento ante la acuciante situación nacional (y cualquier otra situación que se le planteó en la vida) está identificada con el akarma hinduista o con el wu-wei taoísta (la no-acción, o la acción desvinculada del deseo por sus frutos)».
Mateo tomó contacto con las ideas de Guru Maharaji (Prem Rawat), a través de una «iniciadora» hindú con título de Mahatma llamada Suleshkna Bai. Durante esa época, Mateo compuso Canción para renacer —que luego incluyó en el disco Mateo y Trasante—, se rapó la cabeza, abandonó por un tiempo el consumo de alcohol y drogas, y se recluyó un tiempo en su casa con objeto de practicar la meditación. Parecía haber encontrado la tranquilidad que necesitaba desde fines de los 60.
Con el inicio de la dictadura, Mateo perdió a varios de sus colegas, excompañeros y compañeros potenciales, que se fueron del país: Diane Denoir se exilió en Venezuela durante 1974, ante amenaza de secuestro; Horacio Buscaglia vivió durante todo ese año en Buenos Aires; Vera Sienra se mudó a dicha ciudad en 1973 y vivió allí hasta 1980; Rubén Rada se fue a Europa en diciembre de 1975, luego a Estados Unidos y finalmente se radicó en Argentina; Carlos Canzani se fue del país ese mismo año; Luis Sosa lo hizo en 1978; Jaime Roos se fue a Europa el mismo año que Rada; Urbano Moraes se mudó a Argentina durante 1974, y más tade a España, en 1976, donde viviría y se desempeñaría como músico hasta 1982. El teatro El Galpón fue clausurado durante 1976 y sus integrantes se exiliaron en México hasta 1984. Cuenta Urbano:

Cuando yo me fui pa' España, recuerdo que lo fui a saludar en un ensayo con Trasante. Y el loco tenía una soledad de la puta que lo parió, ¿viste? Se despidió de mí llorando. El loco me decía: «No me dejes solo, Negro, no me dejes solo, loco, te vas, la puta que lo parió», no sé qué. Si bien había mil gentes fanáticos de Mateo y que lo habían seguido pila, con esa onda de golpe así con la gente el loco se entró a quedar solo.
De Alencar Pinto, Guilherme. «El martillo que golpea». op. cit. p. 146.

En 1975 luego de tocar en una serie de recitales cuyo ciclo fue denominado La escalera, Eduardo Mateo viajó nuevamente a Brasil en búsqueda de nuevos horizontes musicales y posibilidades de empleo. Su estadía duró cinco meses y transcurrió principalmente entre Río de Janeiro y São Paulo. A su regreso, encontró que la situación de su familia había empeorado considerablemente. Pippo Spera lo presentó a Gregorio Yizmeyián, dueño del restorán Panamericano, y Mateo comenzó a tocar todas las noches profesionalmente, lo que le brindaría estabilidad económica durante tres años. Entre tanto, alquiló una habitación al lado de la de su madre, y utilizó su tiempo libre para hacer gimnasia, practicar yoga y estudiar música. Durante esos meses acudió a dos profesores, Amílcar Rodríguez Inda y Nybia Scaffo; con el primero perfeccionó su técnica como guitarrista mientras que con la segunda se dedicó exclusivamente a estudiar solfeo. Estudiaría ininterrumpidamente cerca de dos años.
Mientras tanto, Mateo alternó sus actuaciones en el Panamericano con actuaciones en otro bares y con un nuevo ciclo organizado por Atilio Duncan Pérez da Cunha «Macunaíma», quien había también organizado junto con Homero «Pirucho» Diano el primer ciclo de La escalera. El ciclo se denominó Macunaíma y, al igual que en el caso de La escalera, pretendía de cierta forma continuar el estilo de las «Musicasiones» de fines de los 60.
Todavía en 1975 ocurrió un suceso inesperado que Mateo pasó por alto: Y hoy te vi había sido elegido como tema central para la película argentina Sola, de Raúl de la Torre, que se filmaría al año siguiente. La canción fue cantada por Sandra Mihanovich, que la conoció a través de Horacio Molina, su profesor de guitarra de entonces.
Sin embargo, lo más destacado de dicho año para Mateo fue la serie de ensayos que tuvo junto a Jorge Trasante, con el que ya había trabajado a nivel musical desde la publicación de Mateo solo bien se lame. Trasante, trece años más joven que Mateo, tenía ya cierta reputación como percusionista de murga y una trayectoria que abarcaba desde la integración del grupo beat «Cold Coffee» hasta la formación de la banda «Aguaragua» junto a Carlos Canzani. Mateo y Trasante compartían el gusto por la música hindú y la concepción de la percusión como elemento esencial en la canción. Esta serie de ensayos —siempre en casa de Trasante— tenía como objetivo el arreglo de canciones nuevas de Mateo para la formación de un dúo en vivo pero, gradualmente, fue derivando en la idea de un nuevo álbum, publicado en 1976 con el nombre de Mateo y Trasante bajo el sello Sondor. Desde un principio Mateo se tomó el trabajo muy en serio —a diferencia de con Mateo solo bien se lame— y el dúo, luego de un año de intensos ensayos, no encontró mayores inconvenientes a la hora de la grabación. Desde un principio, el sello les brindó una flexibilidad absoluta en el uso del estudio y los horarios de grabación. En el resultado final se destacan la influencia de la música oriental —música clásica de la India y raga— así como una nueva forma de canto de Mateo, quien en los últimos tiempos estaba estudiando ese aspecto de manera particular.
Poco tiempo antes de publicarse el disco, Eduardo Mateo y Jorge Trasante realizaron un espectáculo de lanzamiento en el Shakespeare Café Concert. En 1977 Trasante abandonó el país y se realizó, el 12 de marzo de ese año, un concierto de despedida denominado Un adiós para el tamborero. Participaron de este concierto homenaje —además de Eduardo Mateo—, Carlos Benavides, Los Eduardos, Pippo Spera, Mariana García Vigil, Rómulo Bogalle, Macunaíma, Luis Trochón, Jorge Bonaldi y Jorge Lazaroff.
En octubre de 1977, durante una actuación en el Panamericano, se prohibió la entrada de un grupo de amigos de Mateo y este se negó a tocar, por lo que fue despedido. Desde ese momento comenzó a desmoronarse la relativa estabilidad económica en la que había vivido durante los últimos años. Se vio obligado a vagar de pensión en pensión por no poder pagarlas y perdió sus pertenencias ante la exigencia de retribución por parte de los sucesivos dueños; por otra parte, lo que no perdió de esta manera lo vendió —llegando incluso a pedir guitarras prestadas para venderlas luego—. Empezó a presentarse de madrugada en casa de amigos en busca de techo y comida, a pedir limosna, y a ser encarcelado frecuentemente debido a las razzias policiales de plena dictadura. El 26 de febrero de 1978 fue preso bajo el cargo de «falsificación de documentos privados», tras encontrársele recetas para la compra de psicofármacos, y pasó en un calabozo varias semanas. A su salida, vivió un tiempo en casa de su amigo Eduardo Lockhart y continuó componiendo. Durante 1979 tomó clases de teatro con Alberto Restuccia y, en los últimos años de la década, tocó en pequeños boliches y presentó un par de ciclos propios: Recitales Mateo y El tango según Mateo, que fueron un fracaso tanto a nivel de crítica como económico.

#### Década del 80

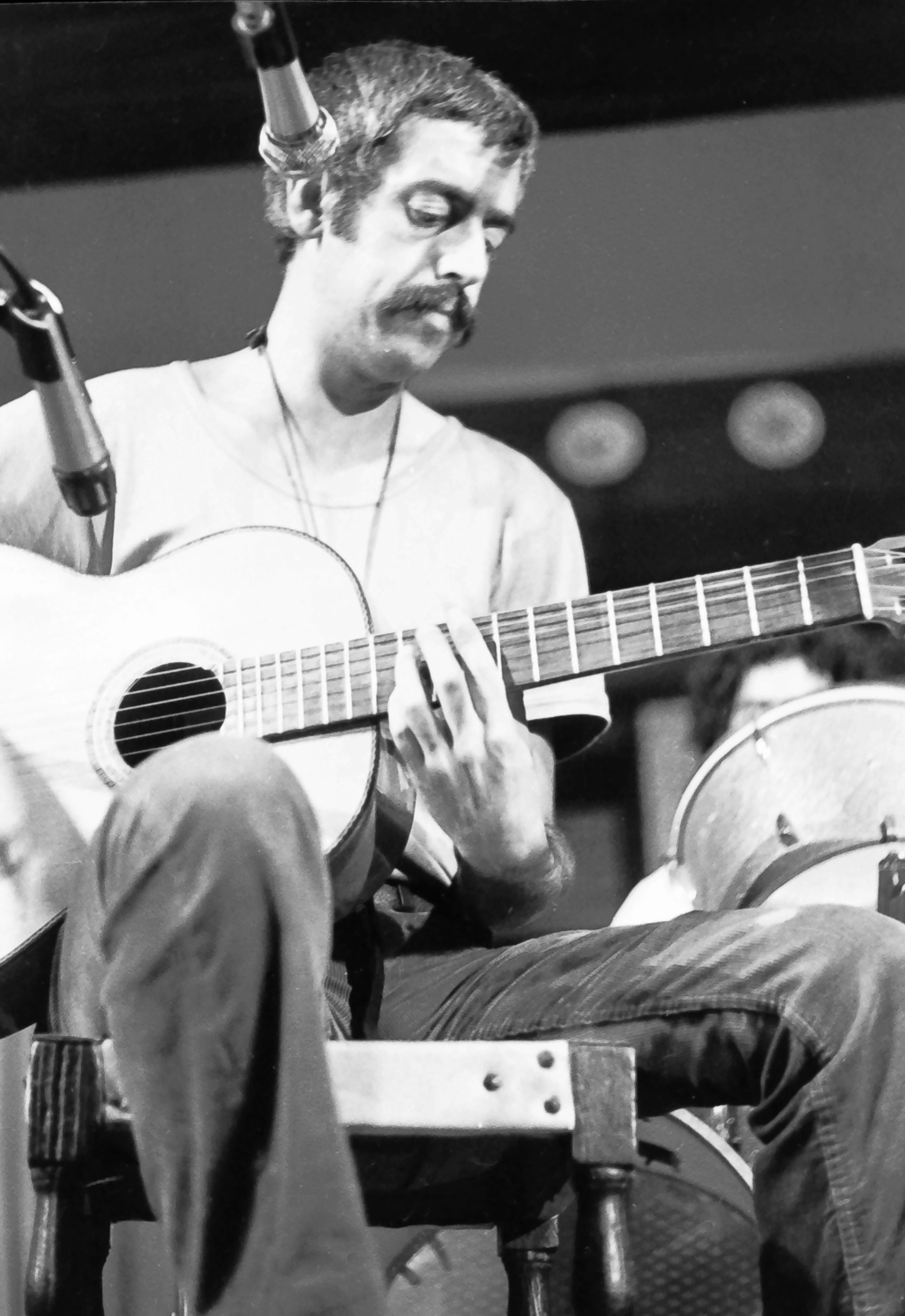
Eduardo Mateo presentándose en vivo en 1980

Durante esta época económicamente funesta —iniciada a fines de los 70— comenzaron además los problemas familiares más serios: su madre quedó ciega debido a complicaciones por diabetes y, luego de un tiempo en casa de Teresa, murió en 1980; su padre falleció dos años más tarde y, en 1983, su abuela. Por otra parte, desde inicios de la década Eduardo dejó prácticamente de verse con sus hermanos Carlos y Teresa por varios años.
En el plano musical, hacia fines de la década de 1970 ya habían sido compuestas varias de las canciones que luego conformarían el álbum Cuerpo y alma (algunas de ellas compuestas durante su estadía en casa de su amigo Lockhart). Estas revelaban un perfeccionamiento en la técnica guitarrística de Mateo hacia un espectro más complejo y una evolución y búsqueda de nuevos elementos en la propia composición —todo lo cual es especialmente destacado en las canciones El boliche y La casa grande—. Por su parte, en el plano poético, también se encuentra una innovación en relación con la utilización de la palabra con sentido fonético y a la formación de los propios criterios lingüísticos en un nivel no necesariamente narrativo, incluyendo la creación de palabras y, particularmente, de verbos.
En 1981, Enrique Abal, director artístico de Sondor, le propuso la grabación del nuevo disco, cuyo registro comenzó ese mismo año pero se vio interrumpido, retomándose en 1983. Si la grabación de Mateo y Trasante se había desarrollado con absoluta normalidad y profesionalismo, esta, con un Mateo irritable y carente de cualquier tipo de estabilidad económica, psicológica y familiar, se compuso de sesiones tensas y, en palabras de Abal, «interminables». El 13 de agosto de 1981 Mateo fue ingresado en un hospital psiquiátrico, donde estuvo internado una semana, y luego vivió un tiempo en la chacra de sus amigos Roberto y María Sampognaro, alejado de los estudios de grabación.
En 1982, tras derrochar el dinero cobrado por concepto de derechos de autor, pasó a vivir en el camarín del Teatro de la Candela, bajo protección de Horacio Buscaglia, quien aprovechó la oportunidad para organizar un concierto que pudiera brindar a Eduardo algún tipo de ingreso; el concierto se denominó Mateo en marzo y se realizó el día 7 de dicho mes siendo, inesperadamente, un éxito a nivel de asistencia. El Teatro de la Candela organizaría luego un ciclo con Mateo, Buscaglia y Pippo Spera denominado Tresbigotres y una mosca. En ese año, especialmente duro para Eduardo en lo concerniente a la persecución policial, conoció a Renée Mieres, su pareja desde entonces, y fue a vivir a su casa, ubicada en la rambla del barrio montevideano «Malvín».
Durante 1983 la grabación de Cuerpo y alma fue retomada, aunque con la interrupción causada por la creación de un nuevo ciclo de Mateo en vivo denominado La historia en suite de Guli-Guli que llegaría a presentarse en Buenos Aires.

«Quien no conociera a Mateo podría ver en la Guli-Guli una especie de tomadura de pelo del Canto Popular, plagada de milongas, cifras, zambas, y chacareras. Los textos contenían referencias a manifestaciones, a "pueblo" y alguna broma con la policía...» Renée Mieres
De Alencar Pinto, Guilherme. «Cuerpo y Alma». op. cit. p. 203.

El álbum terminó de grabarse en 1984 y fue publicado en marzo del mismo año, teniendo una excelente repercusión en el ambiente musical pero un nivel de ventas bastante bajo. Mateo, por su parte, no se mostró conforme con el resultado, al punto de que, en sus grabaciones posteriores, usaría Cuerpo y alma como ejemplo del sonido que no quería.
Ya un poco antes de la publicación de este disco Eduardo Mateo había comenzado a alejarse de las filosofías orientales que habían sido centrales en él hasta entonces (particularmente en la segunda mitad de la década de 1970). En cierta ocasión justificó con Renée su alejamiento de Maharaji alegando que este pretendía que sus seguidores «dejaran sus cabezas en blanco», lo que a Mateo le aterrorizaba. En palabras de De Alencar Pinto, desde entonces su sustento filosófico estaría más relacionado con cierta «visión mágica de elementos científicos», influenciada particularmente por la obra El retorno de los brujos, de Louis Pauwels y Jacques Bergier.
El poder adquirido por el «signo» en el pensamiento mágico se traduce en la intuición de Mateo de que la mera mención de un hecho es capaz de provocarlo. Desde este enfoque es posible entender la alteración de varios de los versos de sus canciones donde originalmente la muerte era mencionada. En esa época el autor había alterado la letra de Yulelé («morirán» por «bailarán»), Jacinta («muriendo» por «sintiendo») y Uh, qué macana («muero pensando en ti» por «vivo pensando en ti»); a su vez, evitó posteriormente la mención de este tema —y de cualquiera que considerara negativo— tanto en sus canciones como en sus conversaciones. Su terror ante la muerte —al punto de su negación— y su afición a la ciencia ficción constituirían una combinación que culminaría en la construcción de La máquina del tiempo, «concepto» de Mateo bajo el cual serían grabados sus dos últimos discos y que, a su vez, dominaría en lo posterior la temática de sus ciclos en vivo.
En 1982, durante la larga pausa acontecida en el proceso de grabación de Cuerpo y alma, mientras realizaba el espectáculo Tresbigotres y una Mosca junto a Horacio Buscaglia y Pippo Spera, se proyectó un primer espectáculo contenido en el concepto de La máquina del tiempo, en el que participaría Buscaglia, pero este no se llegó a realizar. El 14 de julio de 1984 se estrena, finalmente, dicho espectáculo en el Teatro Millington Drake (Anglo), con la participación de Jaime Roos (bajo), Gustavo Etchenique (batería), Alberto Magnone (piano y sintetizador), Walter “Nego” Haedo (percusión), el trío Travesía —integrado por Mariana Ingold, Estela Magnone y Flavia Ripa— (voces) y Gastón Contenti (trompeta y fliscorno). El espectáculo se realizó en cuatro funciones durante dos fines de semana. Además de canciones de Mateo, se tocaron algunas de Travesía. Mateo no quiso tocar ninguna de sus canciones previamente grabadas, ni siquiera de Cuerpo y alma, disco recién publicado; las nuevas canciones, por su parte, se encuadraban en el contexto de su idea inicial, dejando de lado cualquier dejó a bossa nova y enfocándose, poéticamente, hacia un estilo menos «humanista» y más «metafísico», en tanto, en lo concerniente al aspecto musical, hacia un estilo más experimental, influido en parte por Miles Davis.
El espectáculo fue exitoso en términos de taquilla aunque la reacción de los críticos no fue, en general, muy buena, al punto de que varios lo calificaron de «indescifrable» o «divagante». Por otra parte, la música en Uruguay se encontraba especialmente sensibilizada por el proceso de retorno a la democracia luego de más de una década de dictadura cívico-militar. El fenómeno del canto popular uruguayo se encontraba en su mayor auge: en noviembre de 1983 Los Olimareños salían de una censura de diez años y se volvía a escuchar la voz de Daniel Viglietti; Alfredo Zitarrosa, por su parte, retornaba a su país el 31 de marzo de 1984 ante una recepción multitudinaria. En este contexto, no es descabellado que la propuesta de Mateo fuese vista por algunos como, por lo menos, anacrónica.
En abril de 1985, el Taller Uruguayo de Música Popular («TUMP») organizó un segundo ciclo en el teatro La Máscara denominado La máquina del tiempo / 2. A diferencia del anterior, este constaba solamente de Mateo y su guitarra, junto a un televisor prendido que, sin sonido, aportaba al espectáculo imágenes al azar. El espectáculo fue exitoso y se volvió a realizar el 13 de junio en el barrio montevideano de Punta Gorda.
Entre el 7 de octubre y el 28 de noviembre de 1985, como número musical de la primera edición del Circuito Cultural Municipal ideado por el Departamento de Cultura de la Intendencia de Montevideo, se desarrolló el tercer ciclo en vivo de La máquina del tiempo. El ciclo comprendía actuaciones gratuitas por distintos barrios de la ciudad y el número musical de Mateo era parte de una propuesta que incluía, además, al mimo Alejandro Meneguzzi y al Ballet Folklórico Contemporáneo realizando un número de Estampas criollas. Para estas ocasiones, Mateo fue acompañado por Urbano Moraes (bajo), Fernando «Lobo» Núñez (congas) y las integrantes de Travesía (voces). Esta vez Mateo accedió a tocar canciones «viejas».
Entre tanto, durante 1985 y principios de 1986, Eduardo Mateo grabó junto a Rubén Rada un álbum a dúo que fue titulado Botija de mi país. Mientras, en el plano personal, la relación con Renée Mieres terminó y Mateo retornó a su vida anterior: quedó sin hogar y recurrió frecuentemente a pedir dinero prestado para subsistir.
Durante 1986, Eduardo Mateo fue invitado a participar como arreglista en el primer disco solista de Mariana Ingold, Todo depende, que sería publicado por el sello Ayuí / Tacuabé. Guilherme de Alencar Pinto participó en la producción del disco, y recuerda el desempeño de Mateo utilizando los calificativos «insólito» y «genial». Entre otras, hace las siguientes apreciaciones específicas:

[...] Mariana tocaba su base en la guitarra (base que para Mateo era un sobreentendido inmutable: el arreglo se haría arriba de esa base). Mateo inventaba las partes tocándolas en su guitarra. Yo las escribía, y pasaba a tocarlas en el piano, para que él pudiera seguir inventando partes adicionales. [...] La idea de arreglo parecía brotarle en abstracto, de la cabeza. En determinado momento, al tomar alguna forma la imagen mental que tenía, en pocos segundos encontraba las posiciones más desusadas en la guitarra y tenía pronta una posibilidad absolutamente insólita, pero genial. [...] [Los arreglos] llevaban la armonía, el ritmo, e incluso el clima afectivo de la música hacia lados inesperados y, [...] distorsionando parámetros tan básicos, al mismo tiempo respetaban y potenciaban lo que intuíamos como la «esencia» de la composición.
De Alencar Pinto, Guilherme. «Colaboraciones». op. cit. p. 243.

El resto de 1986 y prácticamente todo 1987 Eduardo Mateo se vio especialmente obligado, dada la situación económica en que se encontraba, a preparar ciclos de recitales. De este modo, decidió armar otro ciclo de La máquina del tiempo en el que actuaría como telonero de Jaime Roos y Repique; para este ciclo ensayó tres meses junto a Mariana, Urbano, Álvaro Salas en congas, Andrés Bedó en piano y sintetizador y Sergio Faluótico en batería. Mateo tuvo frecuentes discusiones con los integrantes y el clima de los ensayos fue de los más tensos. El proyecto, entre el clima «poco agradable» y la selección de un repertorio inadecuado para acompañar a Repique, se desvaneció. Posteriormente Mateo arregló para tocar en el bar «El tempo del Sol» solamente con Urbano y Salas; su obsesión por el aspecto económico —inédito en él hasta el momento— llegó a tal extremo que, en una ocasión, le cobró entrada a sus propios compañeros. Entre tanto, fue invitado para la composición de la banda sonora de una obra de teatro infantil y acompañó a varios músicos jóvenes, destacándose en este sentido el ciclo armado junto a Fernando Cabrera.
El 25 de noviembre de 1986 ambos fueron invitados a tocar por separado en el espectáculo de lanzamiento de un libro de Gustavo Wojciechowski. La admiración mutua produjo que la idea de conformar un dúo surgiera natural e instantáneamente. Tocaron dos o tres meses en el Teatro La Candela y luego pasaron a tocar en el Teatro del Notariado, donde registrarían un álbum en vivo el 11 de abril de 1987. La idea del álbum fue de Cabrera, quien le propuso el proyecto al sello discográfico Orfeo. En su opinión, «fue un mal día del dúo», y el álbum no alcanzó el nivel de los conciertos habituales.
Tras este ciclo, a comienzos de 1987 comenzó a proyectarse la grabación del primer disco conceptual solista de Mateo bajo la idea de La máquina del tiempo. Ediciones Tacuabé acordó con Mateo su grabación y lanzamiento a través del sello Ayuí. Este, dominado por una constante tensión entre Mateo y el resto de los músicos, fue denominado La Máquina del Tiempo presenta a: Mateo / Mal tiempo sobre Alchemia (1er. viaje) y grabado en los estudios «La Batuta» entre octubre y diciembre de 1987, mes en que fue publicado.
Durante 1988, Mateo tocó en vivo de manera solista, acompañado por una batería programada por Hugo Jasa, productor del disco anterior. Sus actuaciones, de sorpresivas, pasaron a ser monótonas, pues el casete que contenía las baterías lo obligaban a tocar siempre las mismas canciones en el mismo orden. El 7 de julio tocó a dúo con Leo Maslíah, en un recital organizado por Ediciones Tacuabé en el marco de un ciclo en Centrocine ideado por Mauricio Ubal. Las opiniones encontradas sobre la profesionalidad o falta de profesionalidad de Eduardo Mateo a la hora de tocar en vivo o grabar sus discos, ambas ciertas dependiendo del momento que atravesara el músico, se enfrentaron, en esta ocasión, con un Mateo tremendamente obsesivo en los ensayos. Según Maslíah, Eduardo Mateo pedía tocar cada canción diez o quince veces por ensayo, mostrándose además muy metódico y disciplinado. Asimismo, Maslíah lo recuerda «como si fuera un reloj», tocando en los ensayos como en sus mejores recitales, y «muy imaginativo» a la hora de preparar arreglos para las canciones de Leo. Mateo, por su parte, comentó que Leo Maslíah era «un maestro, un adelantado que hace una música muy intrincada y compleja». El recital fue un éxito: el local fue colmado y, la repercusión en la prensa, muy positiva.
A partir de este éxito, Ediciones Tacuabé organizó otro espectáculo, denominado 7 solistas, que se realizó el 9 de septiembre. Además de Mateo, participaron Rubén Olivera, Esteban Klísich, Mariana Ingold, Laura Canoura, Mauricio Ubal y Eduardo Darnauchans. Tras este espectáculo, Eduardo acompañaría en algunas oportunidades a Mariana Ingold y Laura Canoura en sus actuaciones.
El 17 de septiembre tocó, junto a Popo Romano y Diego Ebbeler, en la fiesta de lanzamiento del libro Como un señor del tiempo, escrito por el poeta y percusionista Héctor Bardanca, que consistía en una entrevista con Mateo, una sección con su discografía, material fotográfico y las letras de sus canciones. Bajo esta formación de trío se presentaría en varias oportunidades el resto del año 1988, que culminaría con el reconocimiento del diario La República a Eduardo Mateo como «Mejor compositor del año». A nivel compositivo, en varias de sus últimas canciones, —que no integrarían su siguiente y último disco—, Mateo volvió a un estilo más sencillo, similar en cierto sentido al estilo predominantemente acústico y conciso de Mateo solo bien se lame.
El 31 de enero de 1989 se organizó un concierto en el Teatro de Verano de Montevideo. Participaron en él Hugo y Osvaldo Fattoruso, Urbano Moraes, Juan Gadea, Horacio Buscaglia, Roberto Galletti, Eduardo Mateo, Rubén Rada, Mariana Ingold, Arys Silvano, Diego Ebbeler, «Nego» Haedo, «Lobo» Núñez, Manuel Silva y Mariano Barroso. El espectáculo se repitió el 18 de febrero en la playa del barrio «Pocitos». La magnitud, promoción, éxito y repercusión periodística de estos dos eventos fue extraordinaria. La repercusión de los eventos exitosos como el del Teatro de Verano o el de 1987 junto a Cabrera no «masificaba» la figura de Eduardo Mateo —quien nunca había sido ni sería un fenómeno de masas y ni siquiera un cantautor conocido por el consumidor de música medio— pero, según De Alencar Pinto, reafirmaba considerablemente la opinión positiva que ya tenía de él su público. Entre su público se encontraba, sin embargo, buena parte de los músicos que sí serían masivamente reconocidos y lo considerarían como su maestro (como Rubén Rada y Jaime Roos).
Durante 1989 Mateo se abocó, junto con Hugo Jasa, a grabar un nuevo disco de La máquina del tiempo, que incluiría varias de las canciones que habían quedado fuera de La Máquina del Tiempo presenta a: Mateo / Mal tiempo sobre Alchemia (1.er. viaje) por razones de tiempo de estudio disponible. Entre tanto realizó algunas colaboraciones, especialmente en proyectos en los que estaban involucrados Jasa y Horacio Buscaglia. Fue llamado, por ejemplo, para dar una serie de «conferencias» en un programa radial de este último, denominado La nave de los locos, en tanto había sido elegido «presidente» por el público en una votación que se había realizado como parodia de las elecciones nacionales. Otra de sus colaboraciones de la época fue la participación en un yingle del Partido Comunista de Uruguay. En esta ocasión cantó un rap compuesto por Jasa y Carlos Cotelo, en el marco de una campaña ideada por Buscaglia. Mientras, continuó el proceso de grabación del disco. Este fue finalmente lanzado a la venta en enero de 1990, nuevamente por el sello Ayuí / Tacuabé, bajo el título La Máquina del Tiempo / La mosca.

## Fallecimiento
En julio de 1989 Mateo inició una nueva relación sentimental con la maestra y bailarina Elena de Pena. Esta recuerda el mes de febrero de 1990 como un período muy bueno en su estado anímico. Por otra parte, por primera vez en su carrera había quedado manifiestamente conforme y entusiasmado con su trabajo de estudio. Ese mes incluso llegó a escuchar regularmente Mal tiempo sobre Alchemia / La mosca.
Entre marzo y abril Mateo se unió a un nuevo proyecto en vivo. Esta vez fue con Los Terapeutas, liderados por Alberto «Mandrake» Wolf. Durante esa época, además, se estaba proyectando una serie de recitales con Cabrera, que se denominarían «Mateo, Los Terapeutas y Fernando Cabrera».
Si bien Eduardo se encontraba enfermo desde bastante antes, fue en esta época cuando empezó a sentirse mal —e intentó disimularlo con todos, especialmente con Elena—. Tenía cáncer abdominal, y esta noticia solo se conoció dos semanas antes de su muerte, momento en que fue internado en el Hospital de Clínicas. Durante estas dos semanas fue constantemente visitado y en general todos trataron de crear el mejor ambiente posible; Mateo, particularmente, adoptó el humor negro. El 16 de mayo, día de su muerte, era el día fijado para el estreno del espectáculo con Cabrera y Los Terapeutas. El velorio se realizó en la mañana del día siguiente, con poco más de veinte personas. Durante la quincena posterior a su muerte, la prensa le dio al hecho un espacio notable, apenas menor al generado en ocasión de la muerte de Alfredo Zitarrosa, un año antes, siendo este último un personaje muchísimo más popular.

## Estilo
El estilo de Eduardo Mateo se nutre de géneros diversos: samba, bossa nova, candombe, rock (especialmente en su variante estilística del beat), música tradicional de diversos orígenes (en particular de India), y desde su época como estudiante de guitarra clásica con Amílcar Rodríguez Inda, elementos puntuales de la «música clásica» de origen europeo (sobre todo la compuesta durante el «barroco tardío» por Bach y Vivaldi).

### Composición
La bossa nova —que obsesionaría a Mateo a mediados de los 60, luego de su período como músico de samba— tiene una presencia inequívoca en algunas de sus canciones, particularmente durante su primera época como solista: tal es el caso de Jacinta (Mateo solo bien se lame). En otras ocasiones, sin constituir el género de la canción, le brinda elementos a esta —sobre todo a nivel armónico— (p. ej., Quien te viera, Esa tristeza, Las flores nuevas y Estoy sin ti).
El candombe, una de sus principales influencias rítmicas —y de cuya fusión con el rock sería uno de los precursores— constituye la base de varias de sus canciones (p. ej., Carlitos, Espíritu burlón, La mama vieja, Nombre de bienes, Lo dedo negro, Candombe de Ana, Uh, qué macana y Kin tin tan). En otros casos, al igual que lo sucedido en el caso de la bossa nova, la presencia del candombe se advierte, ya no como género de la canción, sino en elementos puntuales (p. ej., algunas partes de guitarra en María, Un canto para mama y Cuatro viajes).
La presencia del rock en su variante estilística difundida por The Beatles se encuentra presente en todas las canciones de El Kinto compuestas por Mateo posteriormente a 1967. En su carrera como solista, la estructura de De nosotros dos constituye un buen ejemplo de canción beat (más si se considera el clisé lennoniano quinta-quinta aumentada-sexta de La Mayor con el que acompaña Mateo el primer verso).
La influencia hindú —muy frecuente en la música de Mateo— se evidencia, primero, en el raga improvisado que el compositor adoptó en el final de muchas de las canciones de Mateo solo bien se lame y Mateo y Trasante. Canción para renacer fue compuesta en el período en que Mateo concurría al ashram de Maharaji (circa 1974); Voz de diamantes fue dedicada personalmente a Maharaji; Cuerpo y alma, en su interludio y primera parte, hace uso del carácter modal —e «hipnótico»— de la música hindú (raga), con un bajo permanentemente en re y variaciones en la guitarra, afinada esta en Re mayor abierto (de sexta a primera cuerda: re-la-re-fa#-la-re).
La canción De mi pueblo de Mateo solo bien se lame responde también a esa constante búsqueda de música tradicional —no solo hindú— que caracterizaba a Mateo. Su melodía es la copia de una canción folclórica haitiana denominada Zamis loin loin.
En Dulce brillo de Mateo y Trasante, Jorge Trasante ve conjugadas la influencia hindú con la africana. Según él:

Se puede apreciar que en los pasajes cantados hay un tres tiempos establecido, y después hay una ruptura en donde todo se va, logrando un clima impresionante, que tiene la magia de que lo podemos volver a traer. Por otro lado hay un africanismo muy grande en esa insistencia rítmica de mantener los tres tiempos. Nosotros mantenemos ese groove, pero después es una cosa mucho más de la India, mucho más loca... libre. Cuando no había canto la música recobraba un peso enorme. Es muy difícil describir esta música
Figares, Daniel. «Tema por tema». Mateo y Trasante. Treinta años. Conversaciones con Jorge Trasante. p. 55.

Circa 1978 —ya publicado el disco grabado junto a Trasante— Eduardo Mateo presentó, en el espectáculo El tango según Mateo, la canción El boliche. Este tema —de los más experimentales de Mateo— nace; según Lamolle, Peraza y De Alencar Pinto; del acercamiento del compositor en los años previos a la «guitarra erudita», y de su resultante fascinación por Johann Sebastian Bach y Leo Brouwer. El mismo Mateo, entrevistado en 1983, reconoció que durante la época referida había escrito una canción llamada Cantata para alegrar a las hormigas, inspirada en Antonio Vivaldi, y alguna otra cosa influido por Gaspar Sanz.
Entre otros recursos utilizados, Mateo frecuentemente hacía uso de la polirritmia entre percusión, voz y guitarra; de la coexistencia modal y de la disonancia armónica. Sobre este último aspecto, Jorge Trasante resalta la presente en la superposición de guitarras de Y hoy te vi y Voz de diamantes.
En lo que respecta a las letras y al aspecto poético, Mateo fue evolucionando su estilo desde la forma llana, directa —a menudo ingenua pero entendible— y enfocada al mensaje de su etapa en El Kinto y durante su primer disco solista, hasta una modalidad fonética que incluía la invención de palabras o su uso fuera del contexto habitual, por momentos oscura en cuanto al significado y —quizás el aspecto más llamativo— con una función usualmente relacionada con el aspecto cabalístico de la palabra como signo y de su utilización como una forma de poder necesitada de enmarcar bajo cierta cautela —procedimiento característico en las distintas variedades del «pensamiento mágico»—. Estos rasgos —en particular la fonética de las palabras como una ampliación de la música, la creación de palabras y el sentido mágico dado a ellas— se atisbaría en Mateo y Trasante, sería desarrollado en Cuerpo y alma y, durante La máquina del tiempo, llegaría a ser excesivo, ya trascendiendo la esfera artística para ocupar un lugar central en la propia vida del autor. A mediados de la década de los 80 Mateo había alterado todas las palabras que en sus canciones mencionaban la muerte y se preocupaba seriamente por aquellas que tenían como temática la soledad (p. ej. José). Jorge Trasante recalca también el uso frecuente de «giros de la jerga popular» y expresiones coloquiales (p. ej. «huy, qué esperanza», «uh, qué macana», «no sé de quién seré, che», «Cachito mío...»), así como interjecciones no usadas, en su opinión, de manera frecuente en la poesía de la música popular uruguaya.

### Voz
Eduardo Mateo comienza a trabajar un «estilo de voz» a mediados de la década de 1970. Hasta Mateo y Trasante el compositor cantaba de manera natural, sin impostación. Durante la preparación de este disco Mateo, —que se encontraba en su etapa de contacto más fuerte con las filosofías hindúes— comenzó a prestar mayor atención a las posibilidades de experimentación con ella (experimentación que lo había caracterizado ya en su relación con los distintos instrumentos). Entrevistado al respecto en varias oportunidades por Jaime Roos, Marcos Gabay y Elbio Rodríguez, Mateo reconoció el cambio y explicó que este era estudiado y respondía a su necesidad de «buscar nuevos caminos». Por otra parte, atribuyó la influencia a Bob Dylan, Ray Charles, John Lennon y, en particular, a la música hindú que, según dijo, «usa los cuartos de tono» (en referencia a las escalas no temperadas asiáticas, las cuales brindan la posibilidad de jugar con el microtonalismo sin que el músico se encuentre limitado al «medio tono» occidental como mínimo intervalo tonal).
Jorge Trasante, entrevistado por Daniel Figares, confirmó este hecho. Según él, el tipo de música que ambos escuchaban durante esa época, fue decisiva para que Mateo comenzara a impostar la voz, a utilizarla como un «personaje» de acuerdo a la canción y a encontrar tonalidades más libres y ricas. Encontró a su vez una identidad vocal (pues hasta entonces no era propiamente considerado como cantante) en un proceso que se generó de manera natural. En este sentido, Trasante pone como ejemplo particularmente la forma en que fue cantada El blues para el bien mío y, señala Canto a los soles como ejemplo de una canción que incluye ambas modalidades —la natural de El Kinto y Mateo solo bien se lame junto con la predominante en Mateo y Trasante—.
De la mano con el aspecto enfático e histriónico de la voz que señala Trasante, la experimentación microtonal constituiría, a partir de ese momento, una parte importante en la exploración vocal de Mateo (p. ej. Amigo lindo del alma, El boliche, Nombre de bienes, Entre signos de, El trompo loco y varias de las canciones incluidas en La Máquina del Tiempo / La mosca).

### Guitarra
La samba y la bossa nova fueron géneros que, en cierto grado, determinaron el estilo guitarrístico de Eduardo Mateo (fueron, de hecho, los primeros géneros que Mateo abarcó en su primera etapa como guitarrista y de cuya influencia aportaría elementos distintivos a Los Malditos y a El Kinto). Durante los «Conciertos beat», junto a Diane Denoir, desarrollaría este estilo. Recuérdese además que, refiriéndose a la impronta bossanovística de Mateo luego de su viaje a Brasil en 1964, De Alencar Pinto calificaría al músico como el mejor guitarrista de bossa nova luego de João Gilberto.
Más tarde, su formación esencialmente rítmica y su cercanía a los tambores de candombe, lo convertirían en un guitarrista rítmico de dicho género con un estilo propio:

En el candombe, por ejemplo, su pancada, o sea la forma de tocar la guitarra rítmicamente —él coloca la voz y la melodía en función de ese ritmo—, es todo un sello inconfundible, distinto a todo, e inmediatamente reconocible.
Jorge Trasante en Figares, Daniel. «El canto de Mateo». op. cit. p. 38.

Dicho «estilo propio» a la hora de tocar la guitarra sería una de las características esenciales de Mateo. Al respecto, Píriz recuerda de las sesiones para Mateo solo bien se lame que:

En ese disco estuvieron de visita algunos músicos de jazz de acá de Buenos Aires. Entre ellos estaba Pocho Lapouble, Jorge López Ruiz... Se había comentado algo acerca de Mateo. Se quedaron muertos con esas figuras rítmicas sin tierra, por ejemplo, ese tipo de cosas así, que «eso no se puede escribir, eso no se puede tocar»... Impresionadísimos. Y después venían todos los días a escuchar un pedacito.
De Alencar Pinto, Guilherme. «Mateo solo bien se lame». op. cit. p. 134.

En relación con lo recordado por Píriz, cabe destacar que los «ritmos inventados» de Mateo —frecuentemente en un contexto instrumental polirrítmico— llamarían la atención de varios músicos y musicólogos, siendo la guitarra de Amigo lindo del alma uno de los ejemplos más notables en este sentido. Particularmente destacables como casos de invención rítmica del guitarrista resultan, además, sus «rasgueos de compás ternario» ejecutados en Esa tristeza y En lo de doña Martinica, que el autor adoptaría también en otras canciones bajo la forma de variantes rítmicas.
Otro aspecto que distingue el estilo de guitarra de Mateo es, al igual que en el resto de los ámbitos, la exploración de sonidos hindúes. Con frecuencia los arreglos eran construidos de manera que la guitarra imitara al sitar (casi siempre en un contexto improvisado; p. ej., las partes finales de La Chola, Nene, Dulce brillo y los interludios de ¿Por qué?).

### Percusión
Uno de los aportes principales de Mateo a la música popular es el «toco», que data de la época de El Kinto y fue utilizado por el compositor también en su carrera solista. El «toco», desarrollado junto con Mario «Chiche» Cabral, constituye una serie de posibilidades rítmicas no sincopadas, de subdivisión binaria, características por un golpe grave «en tierra».
Otro aspecto importante en la percusión de Mateo —con o sin «toco»— es el de la afinación de sus instrumentos. Como en los demás ámbitos, Mateo jugó con la afinación de la percusión, usualmente en busca de sonidos asiáticos. Una afinación característica de este tipo puede oírse en Palomas (Mateo y Trasante), donde el tambor requinto fue afinado de manera muy aguda para que sonase como un tabla.

## Legado e influencia
Eduardo Mateo es generalmente considerado como el precursor —o en todo caso uno de los precursores— del candombe-beat, mezcla de ritmos y formas propias del candombe con pop y rock psicodélico -especialmente inspirado por la última etapa de The Beatles-, bossa nova, samba y otros géneros de gran riqueza rítmica.
El músico, musicólogo, docente y periodista uruguayo Coriún Aharonián plantea una especie de «repercusión indirecta» en la música popular:

Lo fascinante del caso de Mateo, es que Mateo, sin tener esa resonancia [la de Viglietti, Los Olimareños, Zitarrosa, el Sabalero y Numa Moraes] llega a tener una influencia muy grande en los músicos. Y yo creo que ése es el punto, o es el eje de la valoración histórica de Mateo. Es decir, no todas las figuras, de las figuras que importan históricamente como creadores, son figuras que importan por lo que hacen en sí. Hay figuras que importan por lo que hacen que otros hagan o por lo que provocan en otros. Y Mateo creo que pertenece más a esta segunda categoría que a la primera.
De Alencar Pinto, Guilherme. «La muerte no existe». op. cit. p. 286.

Independientemente de si Eduardo Mateo entra o no en la "primera categoría" de Aharonián, resulta innegable que, con certeza, sí lo hace en la segunda: son muchos los músicos —algunos de ellos muy populares— que reconocen la influencia de Mateo en sus obras o estilos. De una u otra manera —y en palabras más o menos efusivas—, buena cantidad de ellos lo señalan como un músico (por lo menos) muy importante en la historia de la música popular uruguaya: Daniel Viglietti, perteneciente a otra vertiente que la que se generaría con Mateo, destacaba en él el «mestizaje de vertientes culturales»; Federico García Vigil, por su parte, lo considera «un individuo absolutamente necesario en la música»; Luis Trochón lo ve como «uno de los grandes creadores e intérpretes» de Uruguay; Jorge Galemire, se refería tanto al músico como a la persona, afirmando que «si hay un tipo coherente, ése es Mateo».
Otros son más entusiastas aún: Hugo Fontana lo considera sencillamente un «genio» y «Chiche» Cabral lo define como «un vanguardista»; Rubén Rada, yendo más allá, lo califica como «el creador de la idea de lo que hoy en día es la música nacional uruguaya»; Jaime Roos lo hace en términos similares; Alberto Magnone, en este sentido, realiza una comparación entre la importancia de Mateo en la música popular uruguaya y la de Charlie Parker en el jazz; Osvaldo Fattoruso consideraba que Mateo abrió «una veta para todos nosotros mamar»; Popo Romano, reafirma en parte la reflexión de Aharonián, destacando la influencia de Mateo en los músicos: «la música que están haciendo ahora está, en un porcentaje altísimo, parada sobre los hombros de Mateo»; Verónica Indart es categórica, para ella «todo se reduce a antes y después de Eduardo Mateo»; de forma igualmente definitiva, Fernando Cabrera opina que «Mateo, junto con Eduardo Fabini, Héctor Tosar y Hugo Fattoruso, son quizá los cuatro más grandes músicos que ha dado esta tierra»; Daniel Magnone, por su parte, lo considera «el músico más importante de Uruguay»; Mauricio Ubal, en un tono poético, lo sitúa como «el traductor más fino y sensible de toda la belleza, la sensualidad, la fuerza interior de nuestra música mestiza»;; Jorge Bonaldi afirma que «todos [los músicos] le debemos algo a él» mientras que «Macunaíma» y Estela Magnone coinciden en que sin Mateo la música popular hubiera sido diferente.
Ahora bien, lógicamente no se puede generalizar un criterio a partir de opiniones concretas. En primer lugar, muchos otros músicos, o directamente no saben quién fue Eduardo Mateo, o tienen una idea del «personaje» y no de su música. Algunos, que sí conocen bien su historia, han procurado evitar la construcción del mito. El propio Aharonián, por ejemplo, no incluye a Mateo entre las «figuras que importan por lo que hacen en sí» y, a la hora de referirse al aporte multicultural (el relacionado con el «mestizaje» y la revalorización de la música negra) lo hace tomando como punto de partida a la banda Totem y no a Mateo o El Kinto. Luis Trochón, por su parte, reniega de las afirmaciones de tipo «el más grande creador» u otras en ese tono. De todas maneras, el reconocimiento que han manifestado, incluso en un sentido fundacional, algunos de los músicos más populares coterráneos de Eduardo Mateo, no podría ser desestimado.
La obra de Mateo tuvo una difusión considerable pero solamente en un «círculo restringido». Lejos de alcanzar popularidad, Mateo ni siquiera logró vivir económicamente cómodo y, en muchos casos, se encontró incluso sin casa ni trabajo, cercano a la miseria. Esta relación entre el impacto de Mateo en muchos músicos populares y la falta de popularidad propia es una de las mayores paradojas de Eduardo Mateo como «fenómeno social».
En lo que respecta a la influencia musical concreta que Mateo tuvo en la música popular uruguaya, De Alencar Pinto afirma que sus principales contribuciones fueron su forma de tocar la guitarra en el candombe, su influencia como cantante en músicos como Alberto Wolf y Jorge Nasser —que, además, reconocen esta influencia—, su aporte de ritmos de guitarra novedosos en compases de 6/8, sus «tocos» y polirritmias, el aspecto «modal» de la música hindú, sus «juegos aliterativos casi concretistas» e incluso su «desprolijidad» premeditada. Asimismo, el mismo autor señala que esta influencia se encuentra de manera más evidente en los músicos nacidos entre 1942 y 1965 —p. ej., Rubén Rada (1943), Alberto Magnone (1946), Osvaldo Fattoruso (1948), Estela Magnone (1948), Jorge Bonaldi (1949), Jorge Lazaroff (1950), Jaime Roos (1953), Fernando Cabrera (1956), Luis Trochón (1956), Jorginho Gularte (1956), Mariana Ingold (1958), Jorge Schellemberg (1962), Alberto Wolf (1962) y Jorge Drexler (1964), entre otros—.

## Discografía

### Solista
- Mateo solo bien se lame (De la planta KL 8317. 1972)
- Cuerpo y alma (Sondor 84332 y 44332, editado en casete y vinilo respectivamente. 1984)
- La Máquina del Tiempo presenta a: Mateo / Mal tiempo sobre Alchemia (1er. viaje) (Ayuí / Tacuabé a/e69k. 1987)
- La Máquina del Tiempo / La mosca (Orfeo 91032-4 y 91032-1, editado en casete y vinilo respectivamente. 1989)
- La Máquina del Tiempo / 3er. viaje, 1ª parte: Ida (1971 - 1984) (Ayuí / Tacuabé ae133cd. 1995)
- La Máquina del Tiempo / 3er. viaje, 2ª parte: Vuelta (1983 - 1988) (Ayuí / Tacuabé ae134cd. 1995)
- El Tartamudo (2000)

### En colaboración
- Sencillo (con The Knights. Sondor 50.096. 1966)
- Sencillo (con El Kinto. Clave 81092. 1971)
- Circa 1968 (con El Kinto. Compilado en 1972)
- Mateo y Trasante (con Jorge Trasante. Sondor 84047 y 44047, editado en casete y vinilo respectivamente. 1976)
- Mateo & Cabrera (grabado en vivo con Fernando Cabrera. Orfeo SCO 90859 y SULP 90859, editado en casete y vinilo respectivamente. 1987)
- Botija de mi país 	(con Rubén Rada. Sondor 84439 y 44439, editado en casete y vinilo respectivamente. 1987)
- Teatro de Verano en vivo (grabado en vivo en recital integrado por Hugo y Osvaldo Fattoruso, Urbano Moraes, Juan Gadea y Roberto Galletti. 1989)
- Inéditas Diane Denoir / Eduardo Mateo (grabaciones en vivo y para televisión, junto a Diane Denoir, a dúo, cuarteto con Roberto Galletti y Antonio Lagarde, o con El Kinto. Producciones Vade Retro Records. 1998)

### Antologías
- Musicasión 4 ½ (con El Kinto. Compilado en 1971)
- Sonido para el año que viene (participa con las canciones Niña y La Chola. 1972)
- Primicias (participa con la canción Dulce brillo. 1976)
- Canciones del asfalto (participa con la canción La casa grande. 1982)
- Peña Rancho Chileno (participa con las canciones El blues para el bien mío y Nombre de bienes de Mateo. 1983)
- 7 solistas (participa con las canciones Sí, no y Canción para renacer con Mariana Ingold. Ayuí / Tacuabé a/e72k. 1988)
- La Barraca en vivo (participa con las canciones Yulelé [3.ª versión] y Palomas. 1990)

### Recopilaciones
- Mojos vol. 1 (Sondor 4.645-4. 1990)
- Mojos vol. 2 (Sondor 4.646-4. 1990)
- Mateo Clásico Vol. 1 (Sondor. 1994)
- Mateo Clásico Vol. 2 (Sondor. 1995)

### Reediciones
- Mateo solo bien se lame (Clave 72-35049. 1976)
- Mateo solo bien se lame (Sondor 84.635. 1990)
- El Kinto Clásico[135] (reeditada con la supervisión de Jaime Roos). Mateo participó en todas las grabaciones de El Kinto. Sondor 1998)
- Mal tiempo sobre Alquemia (reedición del disco "La Máquina del Tiempo presenta a: Mateo / Mal tiempo sobre Alchemia (1.er. viaje)". Ayuí / Tacuabé y Posdata pd 2003. 1999)
- Mateo & Cabrera (Ayuí / Tacuabé ae231cd. 2000)
- Mateo sólo bien se lame[136] (edición limitada, remasterizada y con nuevo arte interno. Club del Disco, Buenos Aires, Argentina. 2006)
- Cuerpo y Alma (edición remasterizada y con nuevo arte interno. Club del Disco, Buenos Aires, Argentina. 2008)